# Сенявский, Адам Николай
Ада́м Никола́й Сеня́вский (пол. Adam Mikołaj Sieniawski; ок. 1666 — 18 февраля 1726) — польский магнат, белзский воевода (1692—1710), гетман польный коронный (1702), гетман великий коронный (1706), краковский каштелян (1710).
Адам Сенявский последний в роде Сенявских.

## Биография
Сын польного гетмана коронного Николая Иеронима Сенявского (1645 — 1683) и Сесилии Марии Радзивилл (ум. 1682). Староста львовский, рогатинский, любачевский, стрыйский и песеченский.
В 1683 году Адам Сенявский участвовал в походе войск короля Яна III Собеского под Вену. А в 1698 году, в Блоне, под начальством епископа киевского Николая Свенцкого и Адама Сенявского, воеводы белзского, после смерти Иоанна Собеского собрались приверженцы принца де Конти, претендента на польский престол, и здесь же между ними и сторонниками Августа II Саксонского, 3 марта 1698 состоялось соглашение в пользу последнего.
В годы Северной войны (1700—1721) воевал на стороне короля Августа II Фридерика.
Адам Сенявский руководил подавлением восстания (бунта) Семёна Палия (1702—1704) в Правобережной Малороссии, и по его приказу в 1703 году казнили брацлавского полковника Андрея Абазина.
В 1706 году, А. Сенявский, как и многие шляхтичи, после отречения Августа II Фридерика был кандидатом на польский престол.
В 1709 году Сенявский не допустил, так как колебался, объединения польских войск короля Станислава Лещинского со шведской армией Карла XII что возможно стало одной из причин неудачи похода шведов против России и их поражения в Полтавской битве 1709 году.
Адам Николай Сенявский впоследствии перешел в оппозицию относительно Августа II, подстрекал против него польскую шляхту. Поддерживал на польский престол кандидатуру принца Конти.
В 1716 году Адам Николай был арестован участниками Тарногродский конфедерации, но сумел избежать суда.
Так называемый «Немой сейм», в 1717 году, ограничил военную власть гетмана великого коронного Адама Сенявского.

## Семья и дети
В 1687 году Адам Сенявский женился на княжне Эльжбете Хелене Любомирской (1669/1670 — 1729), дочери маршалка великого коронного Станислава Ираклия Любомирского, владельца Ланьцутского замка, от первого брака с Софьей Опалинской. У супругов родилась единственная дочь:
- Мария София (1699—1771), 1-й муж с 1724 года гетман польный литовский Станислав Эрнест Денгоф (ок. 1673—1728), 2-й муж с 1731 года воевода русский, князь Август Александр Чарторыйский (1697—1782).

Огромные владения Адама Николая Сенявского в связи с браком дочери Софии перешли к князьям Чарторыйским. Начиная с его внука Адама Казимира многие из Чарторыйских носили в память о своём предке имя «Адам».

## Портреты

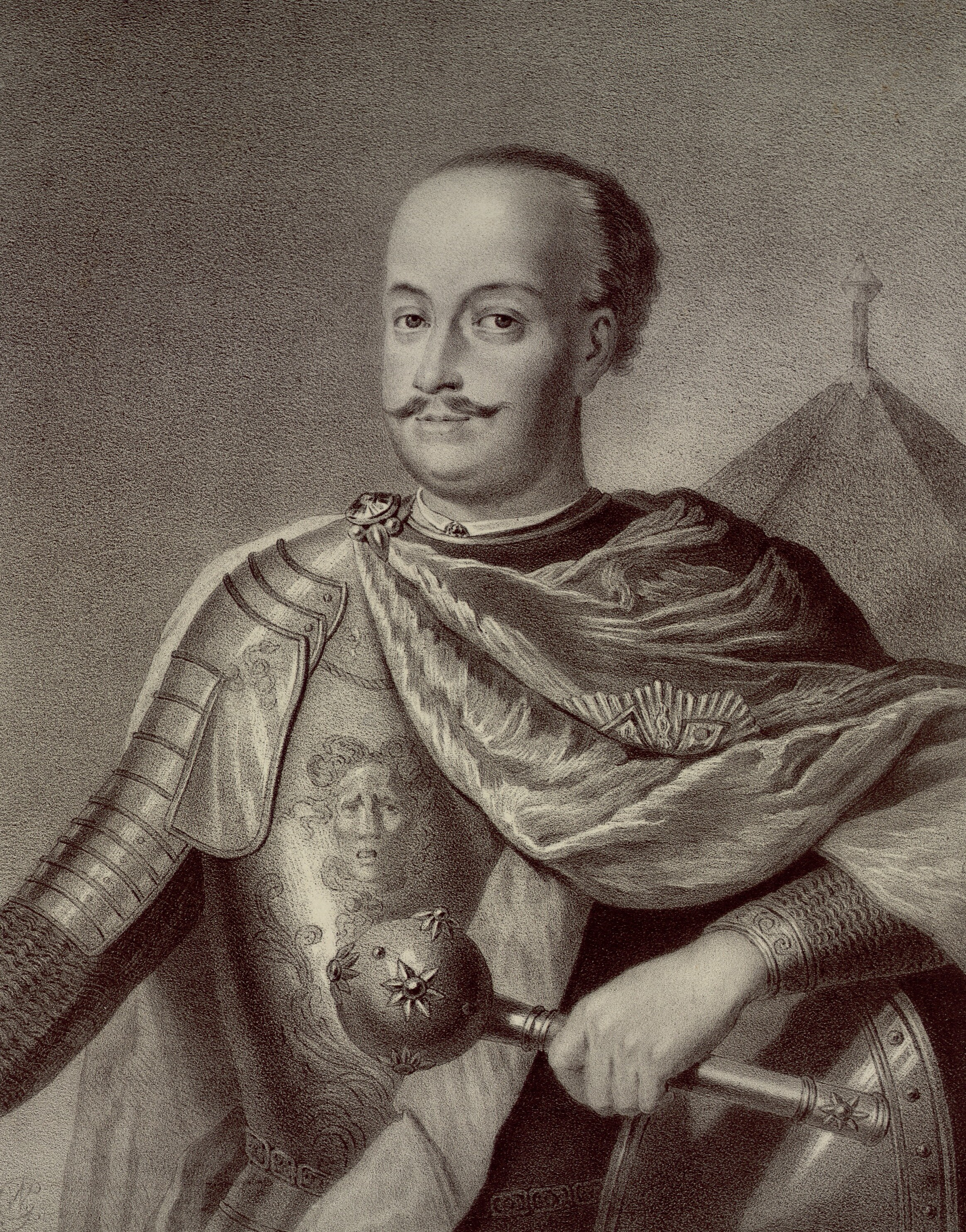
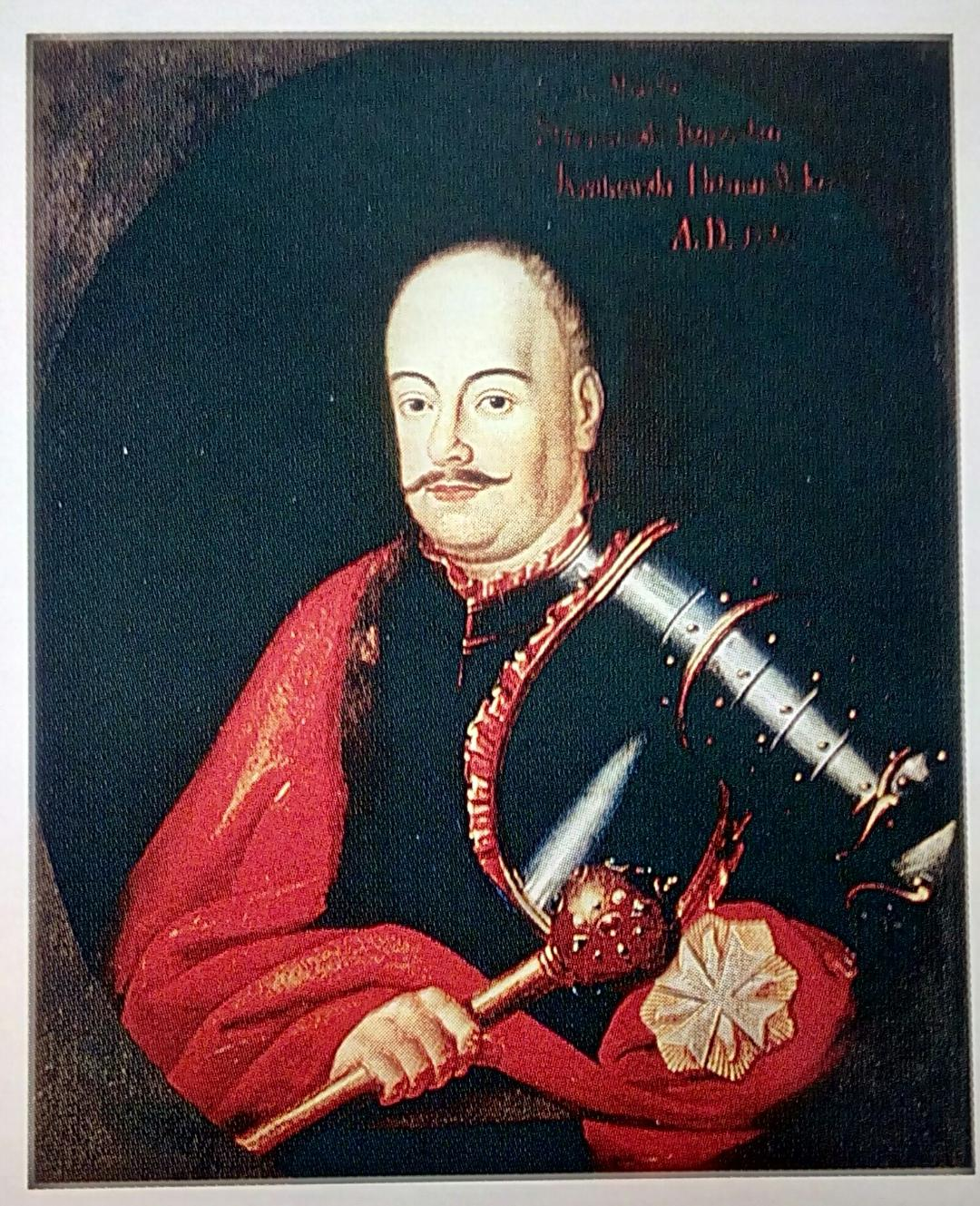
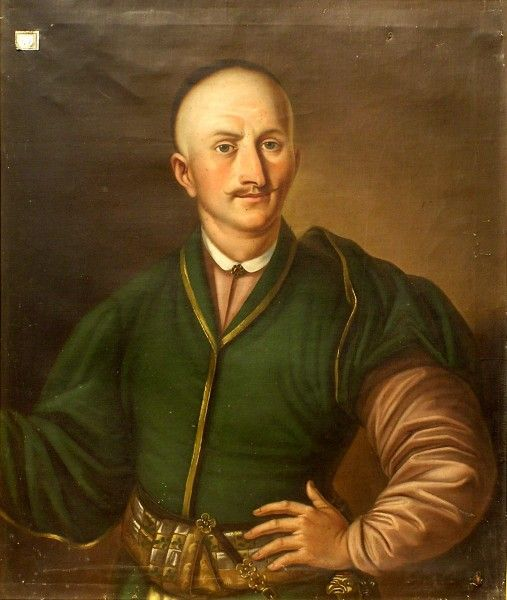
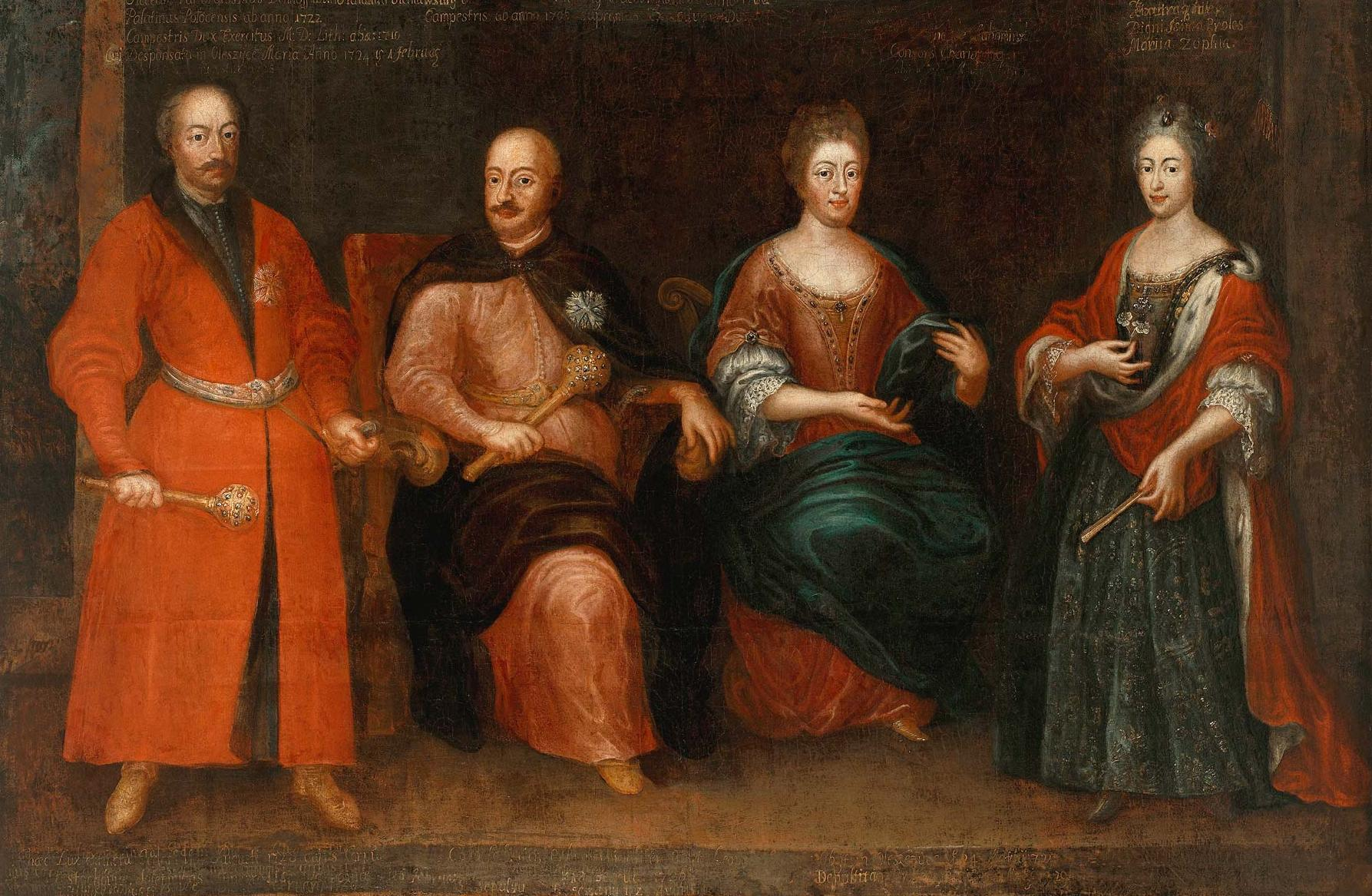
Семья Сенявских